# Кари, Юсси
Йоханнес (Юсси) Кари (фин. Jussi Kari; 11 марта 1887, Мухиярви, Великое княжество Финляндское, Российская империя (ныне область Пирканмаа, Финляндия) — 5 мая 1951) — финский театральный художник, сценограф, дизайнер. Лауреат высшей государственной награды Финляндии для деятелей искусств Pro Finlandia (1950).

## Биография
Сын кожевенника. С 1906 по 1910 год обучался в рисовальной школе Художественного общества Або (ныне Академия искусств Турку). После окончания учёбы работал художником в разных театрах, в том числе много лет в Рабочем театре Тампере.
Творил под влиянием экспрессионизма первой половины XX века. В 1920-е годы Кари участвовал в ознакомительной поездке в Рабочего театра Тампере в Берлин, во время которой познакомился с экспрессионистским языком дизайна немецких сцен и позже успешно применял полученные знания в новом выражении в своём театральном творчестве.